# Franz Tippel
Franz Tippel (* 5. Dezember 1923 in Fugau; † 2. Juni 2010 in Regenstauf) war ein deutscher Maler und Grafiker.

## Leben und Werk
Tippel machte 1938 bis 1941 eine Lehre als Dekorationsmaler. Danach wurde er zur Wehrmacht eingezogen und nahm am Zweiten Weltkrieg teil. 1946 kam er aus der Kriegsgefangenschaft zurück. 1947 bis 1949 studierte er bei Carl Rade (1878–1954) an der Hochschule für Werkkunst in Dresden und 1949 bis 1952 Malerei bei Rudolf Bergander, Fritz Dähn und Rade an der Hochschule für Bildende Künste Dresden. Danach war er dort bis 1954 Aspirant und Assistent und 1956 bis 1962 Dozent an der Arbeiter- und Bauernfakultät für bildenden Kunst an der Hochschule. Danach war er vorübergehend selbständig tätig, ehe er ab 1964 bis zum Ruhestand Dozent für Wandmalerei in der Abteilung Restaurierung der Hochschule wurde. Zu seinen Schüler gehörten unter anderem Lutz Gode, Arno Rink und Rainer Zille.
Tippels Tochter Franziska Harbort (* 1952) ist Bühnenbildnerin.

## Werke (Auswahl)

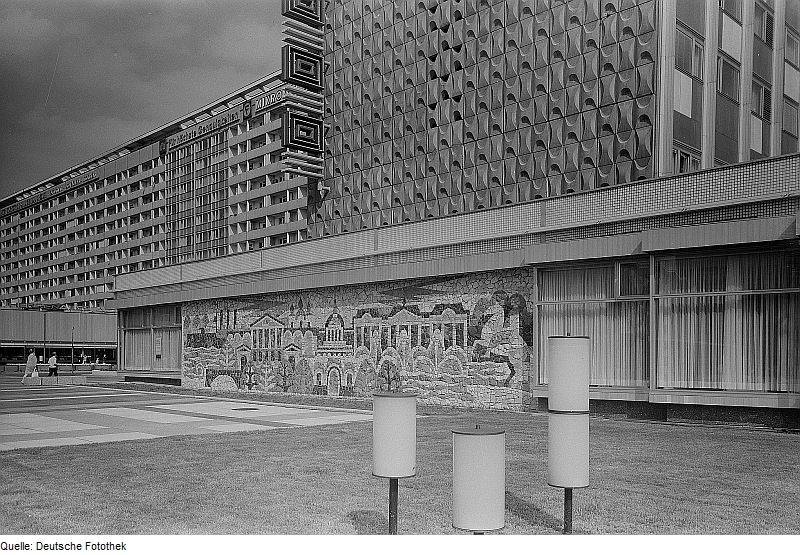
Natursteinmosaik Newalandschaft am Interhotel „Newa“ Dresden

### Tafelbilder
- Meine Tochter (1957 vom Rat des Bezirks Dresden aus der Ausstellung „Junge Künstler“ erworben)

- Mädchenakt (1958, Öl, 20,9 × 28, 4 cm; Museum Junge Kunst Frankfurt/Oder)[1]
- Sitzender Akt (Öl, 120 × 90 cm; auf der Vierten Deutschen Kunstausstellung)[2]
- Zeichnendes Kind (Tempera, 50 × 70 cm; auf der Vierten Deutschen Kunstausstellung)
- Böhmisches Mittelgebirge (Öl; auf der Fünften Deutschen Kunstausstellung)[3]
- Junge Tänzerin (1963, Öl; Galerie Neue Meister)[4]
- Meine Freunde im Atelier (1967, Mischtechnik; auf der VI. Deutschen Kunstausstellung)[5]
- Studentin (um 1973/74, Öl, 63 × 50 cm; Sächsischer Kunstfonds)[6]

### Baugebundene Kunst
- Leben auf dem Lande (1968, Natursteinmosaik; auf dem Pausenhof des damaligen VEB Druckmaschinen Planeta in Radebeul; mit Erich Hering)[7]
- Newalandschaft (1968–1970, Natursteinmosaik am damaligen Interhotel „Newa“ Dresden, Prager Straße)[8]

## Ausstellungen (unvollständig)

### Einzelausstellungen
- 1967: Dresden, Leonhardi-Museum
- postum 2024: Meißen, St. Urbanskirche[9]

### Teilnahme an zentralen und wichtigen regionalen Ausstellungen in der DDR
- 1951: Berlin („Internationale Kunstausstellung“ zu den 3. Weltfestspielen der Jugend und Studenten)
- 1951/1952: Berlin, Museumsbau am Kupfergraben („Künstler schaffen für den Frieden“)
- 1953 bis 1988, außer 1977/1978: Dresden, alle Deutschen Kunstausstellungen bzw. Kunstausstellungen der DDR
- 1957: Dresden („Junge Künstler“)
- 1974, 1979 und 1985: Dresden, Bezirkskunstausstellungen
- 1968: Halle/Saale, Staatliche Galerie Moritzburg („Sieger der Geschichte“)
- 1979: Berlin, Altes Museum („Jugend in der Kunst“)
- 1985: Berlin, Neue Berliner Galerie im Alten Museum („Musik in der bildenden Kunst der DDR“)